# (39612) 1993 XE1
1993 أكس إي 1 (ويعرف أيضًا باسم (39612) 1993 أكس إي 1 وفق تسمية الكوكب الصغير) (بالإنجليزية: 1993 XE1)‏ هو كويكب ضمن حزام الكويكبات؛ وترتيبه 39612 من حيث الاكتشاف.
اكتُشف هذا الجُرم الفلكي بواسطة شوهي سوزوكي في 5 ديسمبر 1993.

## وصلات خارجية
- (39612) 1993 XE1 في قاعدة بيانات مختبر الدفع النفاث لأجرام النظام الشمسي الصغيرة

- الاكتشاف · مخطط المدار ·  العناصر المدارية · المعلمات المادية

- (39612) 1993 XE1 على موقع ويكي سكاي: DSS2, SDSS, GALEX, IRAS, Hydrogen α, X-Ray, Astrophoto, Sky Map, Articles and images